# La noia del gerro de flors o El nu rosa
La noia del gerro de flors o El nu rosa (La Jeune Fille et le vase de fleurs ou Le Nu rose) és un oli sobre tela de 60 × 73 cm realitzat per Henri Matisse vers l'any 1920 i dipositat al Museu de l'Orangerie de París.

## Context històric i artístic
Matisse, que s'estigué regularment a Niça a partir de l'any 1918, hi descobrí la intensa lluminositat del sud:
| « | "Quan vaig comprendre que cada matí tornaria a veure aquesta llum, no podia creure'm la meua felicitat..." | » |

Però així com les seues primeres estades vora la Mediterrània li havien inspirat paisatges plens de color, al principi del seu període de Niça pintà nombrosos interiors amb matisos d'aquarel·la, on la immensitat del cel i del mar s'entreveuen per la finestra.

## Descripció
La cambra que Matisse ocupa diverses temporades a l'Hôtel de la Méditerranée esdevé el tema d'una sèrie de pintures en què invariablement reapareixen l'alta porta del balcó amb els seus gran cortinatges, el vistós paper de la paret, el tocador i el mirall ovalat. A propòsit d'aquesta sèrie, Gaston Diehl explica:
| « | "L'escena li importa poc, tot es redueix a un tema únic del qual fa infinites variacions: la cambra i les models que hi posen, més o menys vestides. El que compta per damunt de tot, és la procedència de la llum, la finestra i l'ambient que aquesta crea, el seu poder d'irradiació sobre les coses i els éssers." | » |

Ací, una llum càlida de color entre rosa i taronja inunda la cambra i envolta el cos de la model, reduït als seus trets essencials. Dreta davant de la finestra, al centre de la composició, la noia insinua un moviment cap al gerro de flors situat de forma ben visible sobre el tocador. No sembla que estigui posant: de la mà penja una tovallola que llisca fins a terra, porta un turbant, els seus trets facials no són visibles i els seus pits (simplificats) només són suggerits per dues esferes.
Les parets de la cambra són decorades amb paper pintat, el qual es fa ressò del gerro de flors que hi ha damunt de la taula que, al seu torn, es reflecteix en l'espill ovalat de coll de cigne situat a l'esquerra de la composició. El quadre es divideix en una àrea de colors clars (groc, blanc i rosa) i una altra de colors més vius (el verd del coixí i el vermell del terra i del llit).
Hom no pot veure el paisatge a través de la finestra, però unes fulles de palmera indiquen que la ubicació és meridional.